# La Sévillane (film, 1943)
Pour les articles homonymes, voir Sévillane.
Pour plus de détails, voir Fiche technique et Distribution.
La Sévillane (titre espagnol : Danza del fuego) est un film  franco-espagnol réalisé par André Hugon et Jorge Salviche, sorti en 1943.

## Fiche technique
- Titre espagnol : Danza del fuego
- Titre français : La Sévillane
- Réalisation : André Hugon et Jorge Salviche
- Scénario : André Hugon, d'après une histoire de Juan Ors de Navarra
- Dialogues : Jean Féline et André Hugon
- Photographie : Willy Faktorovitch, Andrés Pérez Cubero, Hans Scheib
- Montage : Pierre Caillet et Sara Ontañón
- Musique : Manuel L. Quiroga
- Sociétés de production : Cinema de France, Cinemediterráneo
- Pays d'origine :  France,  Espagne
- Format : Noir et blanc - 35 mm - 1,37:1 - Mono
- Genre : comédie dramatique
- Durée : 88 minutes
- Date de sortie : 
  - France : 10 mars 1943
  - Espagne : 15 avril 1943

## Distribution
- Antoñita Colomé : Carmela
- Jean Chevrier : Rafaelito
- Fernand Charpin : oncle Luis
- Marguerite Moreno : Pepa
- Jean Toulout : Montilla, le père de Rafaelito
- José Arbesa
- Arbós
- Luis Arroyo
- Rafael Calvo
- Raúl Cancio
- Cheysel
- María Luisa Gerona
- Marcorese
- Carlos Muñoz
- Nielsen
- Marcel Roche
- Eduardo Valverde